# Oertli-Stiftung
Die Walter und Ambrosina Oertli-Stiftung, kurz Oertli-Stiftung, auch Fondation Oertli oder Fondazione Oertli, ist eine Schweizer Stiftung mit Sitz in Zürich. Ihr Zweck ist es, die «gegenseitige Verständigung zwischen der alemannischen, der welschen, der italienischen und der rätoromanischen Schweiz» zu verbessern und den inneren Zusammenhalt der Schweiz zu stärken.

## Geschichte
Die Stiftung wurde 1967 vom Industriellen Walter Oertli gegründet. Das Stiftungsvermögen resultierte aus dem Verkauf von Oertlis eigener Firma. Der NZZ-Redaktor Otto Frei und der Anwalt Max Indermaur, die zusammen mit Oertli den ersten Stiftungsrat bildeten, schossen weitere Gelder in die Stiftung ein. 1973 wurden die Ziele der Stiftung in einer Charta schriftlich festgehalten. Seit 1976 verleiht die Stiftung neben der projektgebundenen Förderpraxis in unregelmässigen Zeitabständen einen Preis an Personen und Institutionen, die sich in besonderer Weise um die Verständigung zwischen den Landesteilen verdient gemacht haben. Dessen Verleihung wird jeweils medial breit rezipiert. Seit 1998 werden ausserdem innovative Projekte im Bereich des Stiftungszwecks mit einem Förderpreis unterstützt.
2017 feierte die Stiftung ihr fünfzigjähriges Bestehen mit sechs Kunstinstallationen im öffentlichen Raum an sechs verschiedenen Schweizer Orten, die auf die Vielfalt der Sprachen aufmerksam machen sollten. Gestaltet wurden sie vom Schweizer Designer Ruedi Baur.
Bisherige Präsidenten der Stiftung waren Walter Oertli (1967–1980), Otto Frei (1981–1990), Hans Tschäni (1990–1997), Franz Lamprecht (1997–2001), Werner Ebersold (2001–2003), Charlotte Hug (2003–2007), Max Frenkel (2007–2012), Karl Vögeli (2012–2017), Marco Baschera (2018–2023), Anne-Catherine de Perrot (seit 2023).

## Zweck und Wirken
Die Oertli-Stiftung unterstützt – gemäss Selbstbezeichnung – den «Brückenschlag» zwischen den Schweizer Landesteilen bzw. Sprachregionen. Sie ist politisch und konfessionell neutral und strebt eine langfristige Wirkung an. Unterstützt werden insbesondere Projekte, die den kulturellen Austausch zwischen den Sprachregionen und persönliche Begegnungen ermöglichen. Gefördert werden daher vor allem kulturelle Veranstaltungen in anderen Regionen und Übersetzungen von Publikationen, die von gesamtschweizerischem Interesse sind. Gemäss der Charta der Stiftung bilden ein Kernstück der Tätigkeit Stipendien an Journalisten für einen Kurzaufenthalt in einer anderen Sprachregion.
In begrenztem Umfang ist die Stiftung auch im sozialen Bereich tätig. Sie unterstützt dabei Projekte, die sich der Integration von Jugendlichen und der Förderung der Lebensfreude im Alltag von älteren Menschen und Behinderten widmen.

## Oertli-Preis
Bisherige Preisträger:
- 1976: Alain Pichard für das Buch Vingt Suisses à découvrir
- 1977: Giorgio Orelli, Eugène Badoux, Pierre Imhasly
- 1979: Marco Blaser, Gaston Nicole, Hans Læmmel
- 1981: Dreissig Lehrerinnen und Lehrer aus allen Landesteilen für ihren Einsatz im Schüleraustausch über die Sprachgrenzen
- 1982: Libero Casagrande, Marie-Christine Hauser, Bertil Galland, Renate Nagel, Franz Lamprecht
- 1984: Iso Camartin, Flavio Zanetti, Jean-Pierre Vouga, Théo Chopard
- 1985: Fritz René Allemann für das Buch 26 mal die Schweiz
- 1987: José Ribeaud
- 1989: Herbert Lüthy
- 1990: Alfred Berchtold
- 1992: ch Stiftung für eidgenössische Zusammenarbeit
- 1994: Éditions Zoé und Limmat Verlag
- 1996: Freilichtmuseum Ballenberg
- 1999: Marcel Schwander
- 2000: Armin Walpen
- 2001: Francesca Gemnetti
- 2002: Martin Heller
- 2003: Patrick Chappatte, Dimitri, Emil Steinberger
- 2005: Achille Casanova
- 2007: Francis Moret als Direktor des schweizerischen Bildungsservers Educa.ch
- 2008: Charles Linsmayer
- 2010: Roger Friedrich und Christophe Büchi
- 2011: Vrony Jaeggi und Ivo Kummer für ihr Engagement im Rahmen der Solothurner Literaturtage bzw. der Solothurner Filmtage
- 2012: Chasper Pult
- 2014: Sandro Bianconi, Renato Martinoni, Bruno Moretti
- 2016: Claudine Brohy, Ursula Gaillard
- 2019: Marco Solari
- 2020: Die Kundenbegleiterinnen und Kundenbegleiter der SBB

## Publikation
- E ti, come sprichst du suisse? Reisen zwischen den Sprachen. Verlag Hier und Jetzt, Baden 2017, ISBN 978-3-03919-400-1. (Buch und CD)